# Rolls-Royce/MAN Turbo RB.193
Le Rolls-Royce/MAN Turbo RB.193 était un Turbofan à poussée vectorielle, conçu par les sociétés Rolls-Royce Ltd. et MAN Turbo au milieu des années 1960. Le moteur a effectué quelques vols à l'intérieur de son seul avion dédié, le chasseur ADAV VFW-Fokker VAK 191B, mais il a été abandonné en même-temps que ce dernier et n'a pas dépassé le stade des expérimentations.

## Conception et développement
Le RB.193 était un projet de développement conjoint entre les deux sociétés Rolls-Royce et MAN Turbo, afin de créer un moteur adapté au futur projet de chasseur VAK 191B. Les travaux de conceptions commencèrent après la signature d'un contrat par le ministère fédéral de la Défense (Bundesministerium der Verteidigung, BMVg), en décembre 1965. Bristol Siddeley Engines Ltd., intégré à Rolls-Royce depuis 1966, fut désignée sous-traitante pour la fabrication de certains composants du moteur.
Le concept était assez similaire à celui du Bristol Siddeley Pegasus conçu en 1957, employant la même architecture de paires de tuyères pivotantes, séparées en paires « chaude » et « froide ». Le flux interne était, lui, le même que celui du Rolls-Royce Spey. Le moteur fut mis en route pour la première fois à Derby en décembre 1967. Les tests en vol du VAK 191B commencèrent en 1971 et son premier vol stationnaire eut lieu à Brême, en Allemagne, le 10 septembre de cette année. L'avion parvint ensuite à transiter en vol horizontal au-dessus de la base militaire d'Ingolstadt Manching en octobre 1972,. Le dernier vol fut effectué le 4 septembre 1974. À la fin du programme de tests, en 1975, le RB.193 avait accumulé 12 heures de vol et 91 vols. Le programme a coûté 8 millions de livres sterling.

## Applications

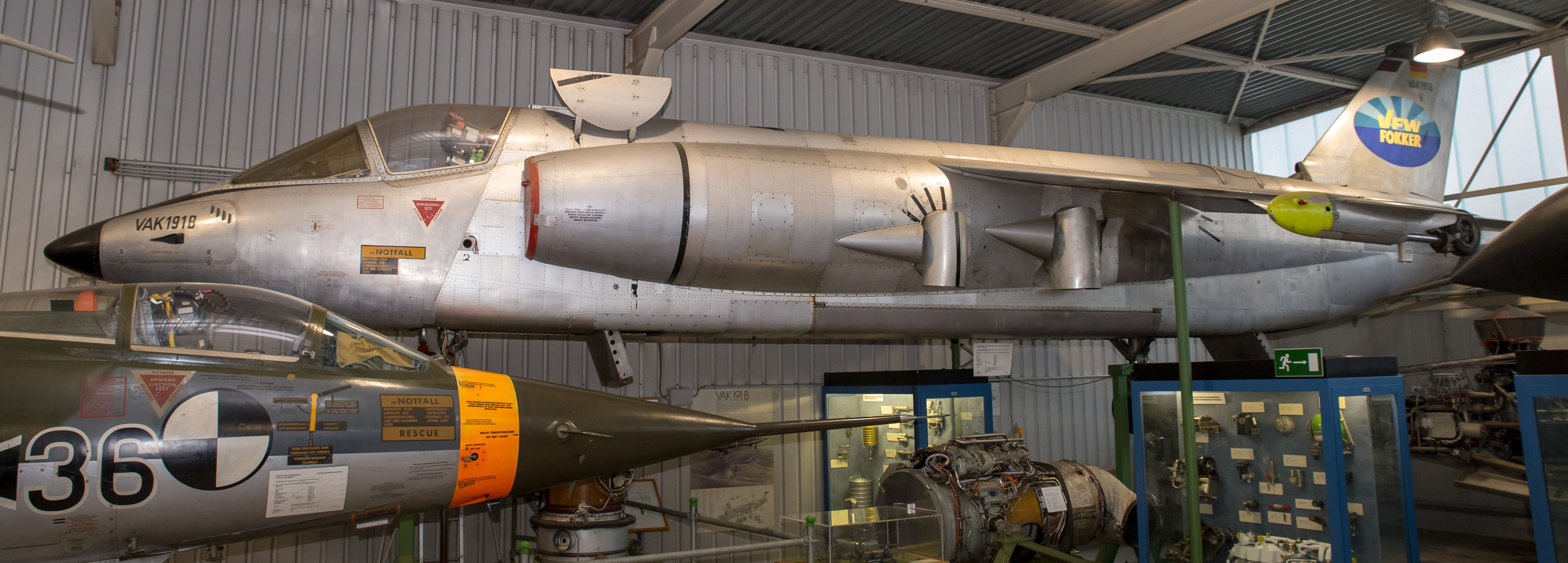
Un VAK 191B conservé à Coblence.

- VFW-Fokker VAK 191B

## Exemplaires exposés
Un VAK 191B équipé de son RB.193 est visible au musée allemand Flugwerft Schleissheim. De nombreux panneaux du fuselage ont été enlevés pour laisser aux spectateurs la possibilité d'admirer les tuyères rotatives et leurs mécanismes.